# Gimbrett
Gimbrett [gimbʁɛt] est un village français du Bas-Rhin, à vocation agricole, situé dans une cuvette au pied du Galgenberg (286 m). Gimbrett est une ancienne commune indépendante, associée à Berstett depuis le 1er avril 1972.

## Histoire
- Gimbrett est mentionné pour la première fois en 929 dans les archives. L'archevêque de Trèves cède les biens situés à Genebredde.
- Au XIIe siècle, le Domstift de Strasbourg acquiert des biens de Jenebreten.
- À partir de 1295, les comtes de Lichtenberg prélèvent les impôts de l'église de Gynebreten.
- En 1840, le village fait partie du Comté de Hanau-Lichtenberg.
- Avant la réforme, Gimbrett était une paroisse autonome, à partir de 1545, la paroisse est affiliée à celle de Reitwiller et les catholiques font partie de celle de Rumersheim.
- En 1927, la foudre a frappé le clocher de style roman, qui date du XIe siècle, il a été reconstruit en 1928.
- Au début du XXe siècle, 1903-1904, une épidémie de typhus a sévi dans le village.
- En 1928, Gimbrett comptait 28 exploitations agricoles d'une superficie moyenne de 5 hectares qu'occupaient 17 artisans, 32 ouvriers et 16 journaliers. L'effectif du cheptel était alors de 77 chevaux et 279 bovins.
- Le 1er avril 1972, la commune de Gimbrett est rattachée à celle de Berstett sous le régime de la fusion-association[1].
- En 2007, fonctionnent encore 13 exploitations de 25 hectares de superficie moyenne.

## Héraldique
| Blason de Gimbrett | Blason  | D'or à deux chevrons de gueules |
| Blason de Gimbrett | Détails |                                 |

## Politique et administration
| Période                                  | Période  | Identité     | Étiquette | Qualité             |
| ---------------------------------------- | -------- | ------------ | --------- | ------------------- |
| Les données manquantes sont à compléter. |          |              |           |                     |
| 1985                                     | 1989     | Michel Bentz |           | Agriculteur         |
| Les données manquantes sont à compléter. |          |              |           |                     |
| avant 2014                               | En cours | Freddy Bohr  |           | Exploitant agricole |

## Démographie
| 1936 | 1946 | 1954 | 1962 | 1968 |
| ---- | ---- | ---- | ---- | ---- |
| 321  | 284  | 275  | 247  | 262  |

## Lieux et monuments
L'église de Gimbrett, affectée au culte luthérien, a été construite au XIIe siècle. Cependant, il ne reste de l'église primitive que l'abside et la base de la tour. La nef et la partie supérieure du clocher datent du XVIIIe siècle. Jusqu'en 1882, cet édifice était entouré d'un cimetière qui a été déplacé à cette date. À l'intérieur, on trouve un orgue construit par le facteur Stiehr-Mocker en 1854 qui fait l'objet d'un projet de restauration.

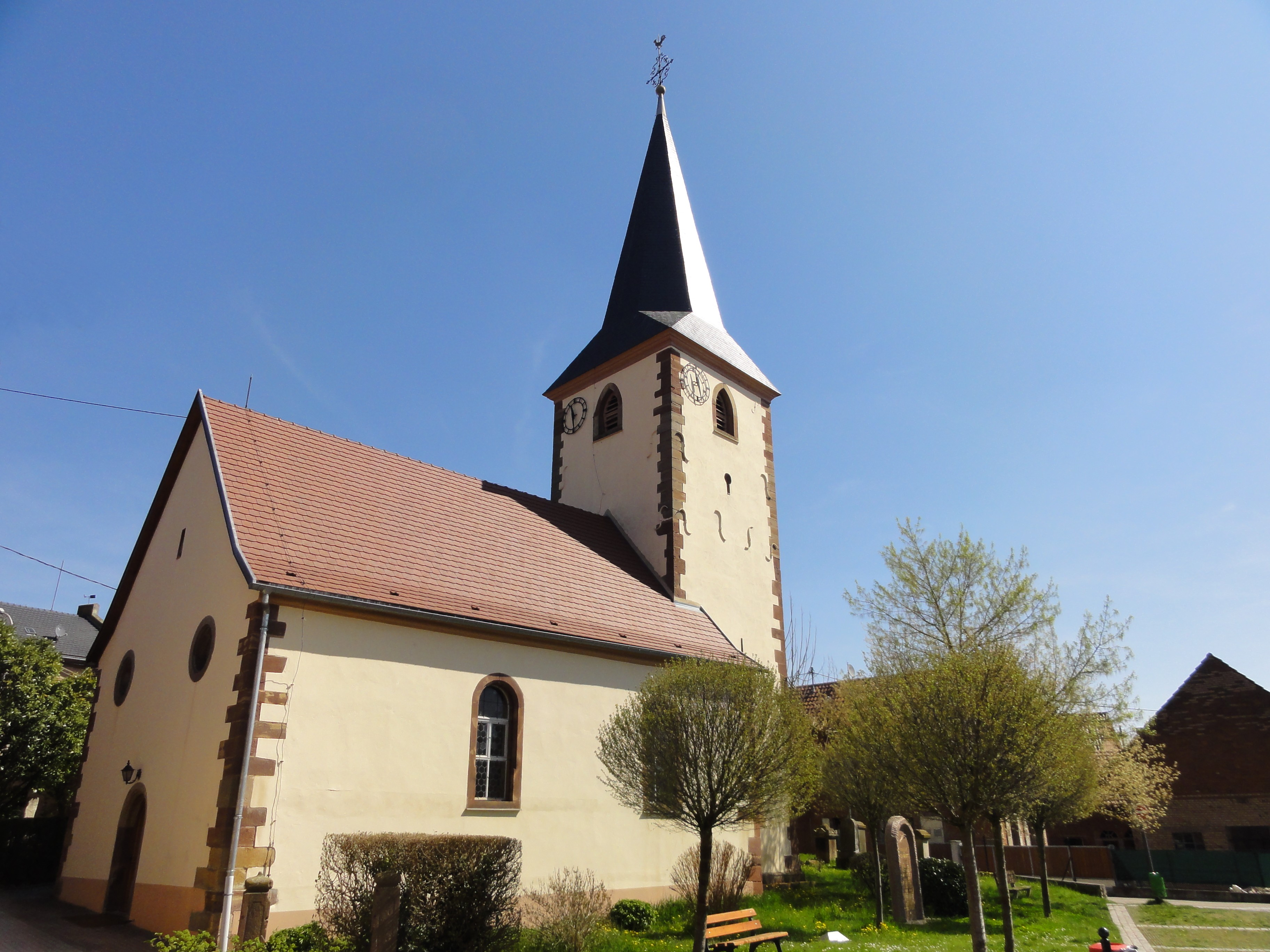
Façade sud de l'église
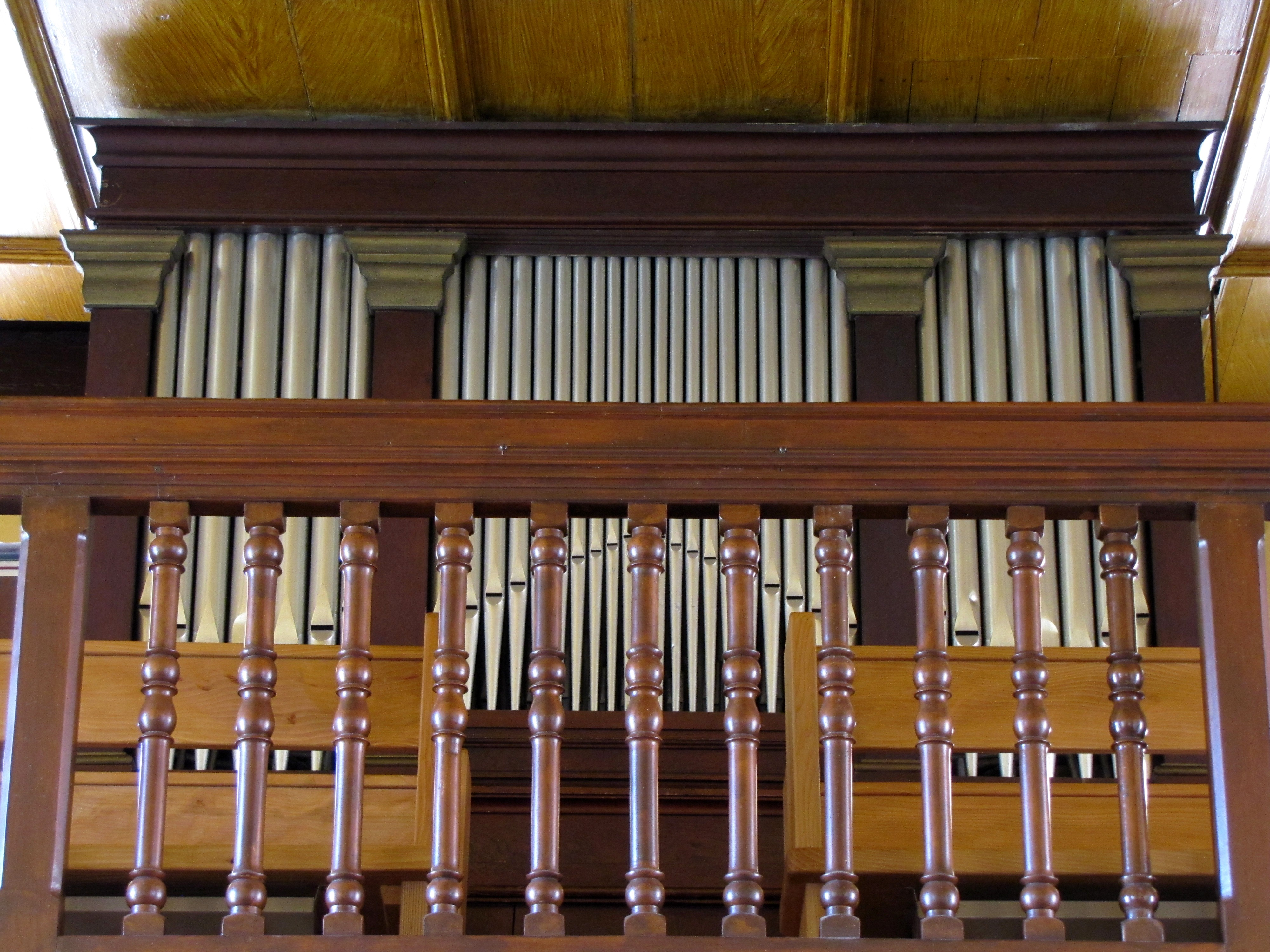
Orgue de 1854
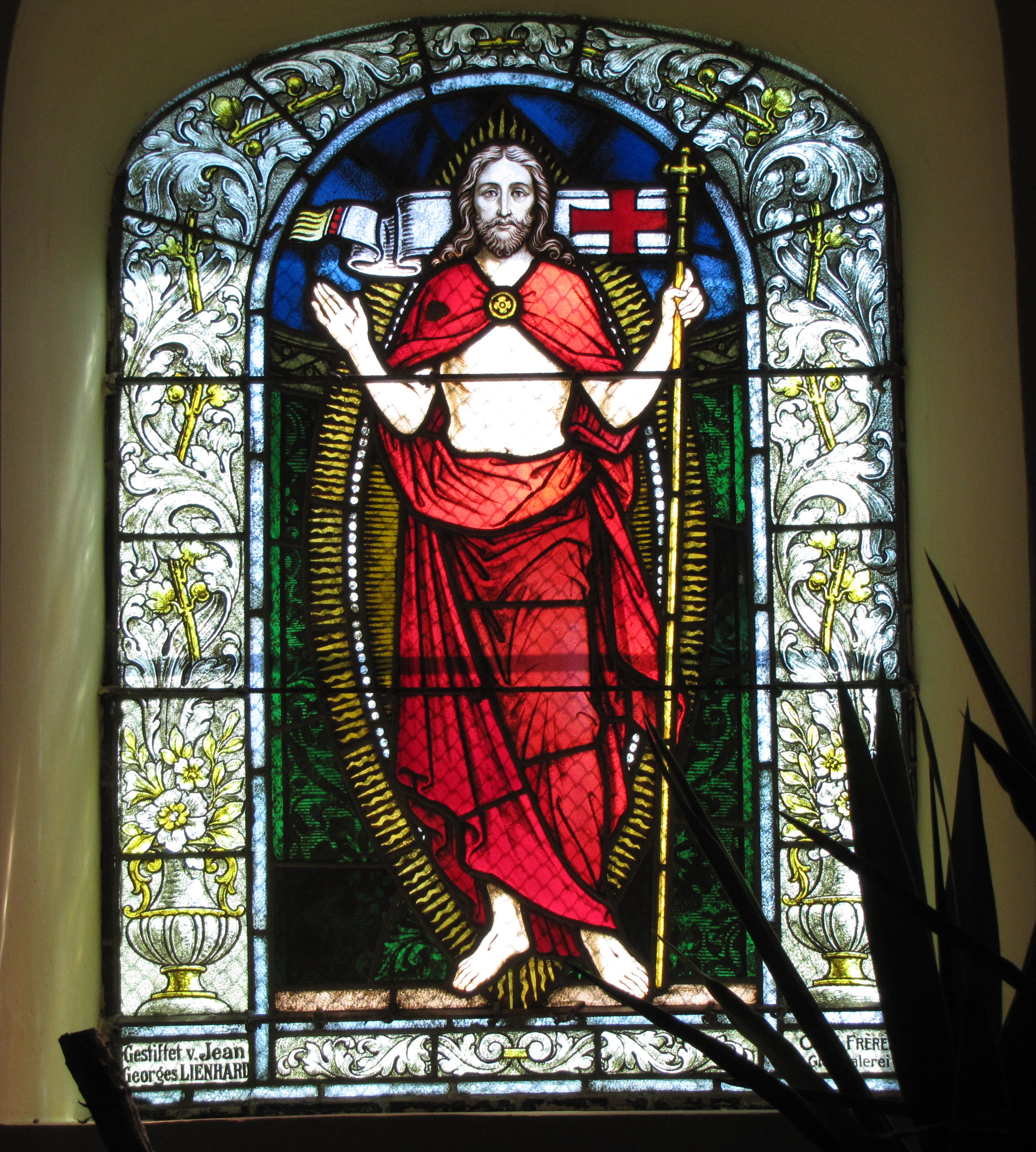
Vitrail XIXe siècle
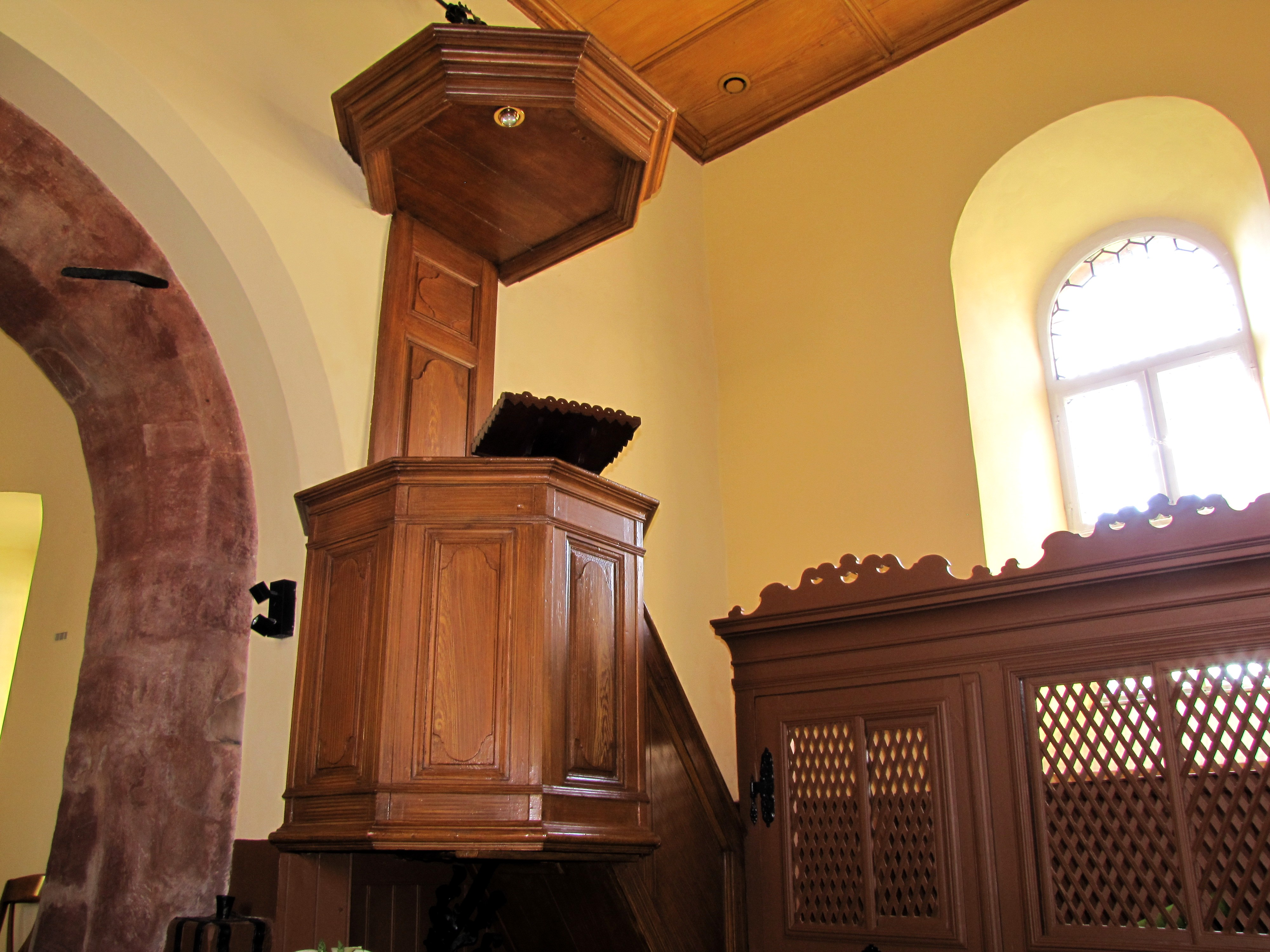
Chaire pastorale XVIIIe siècle
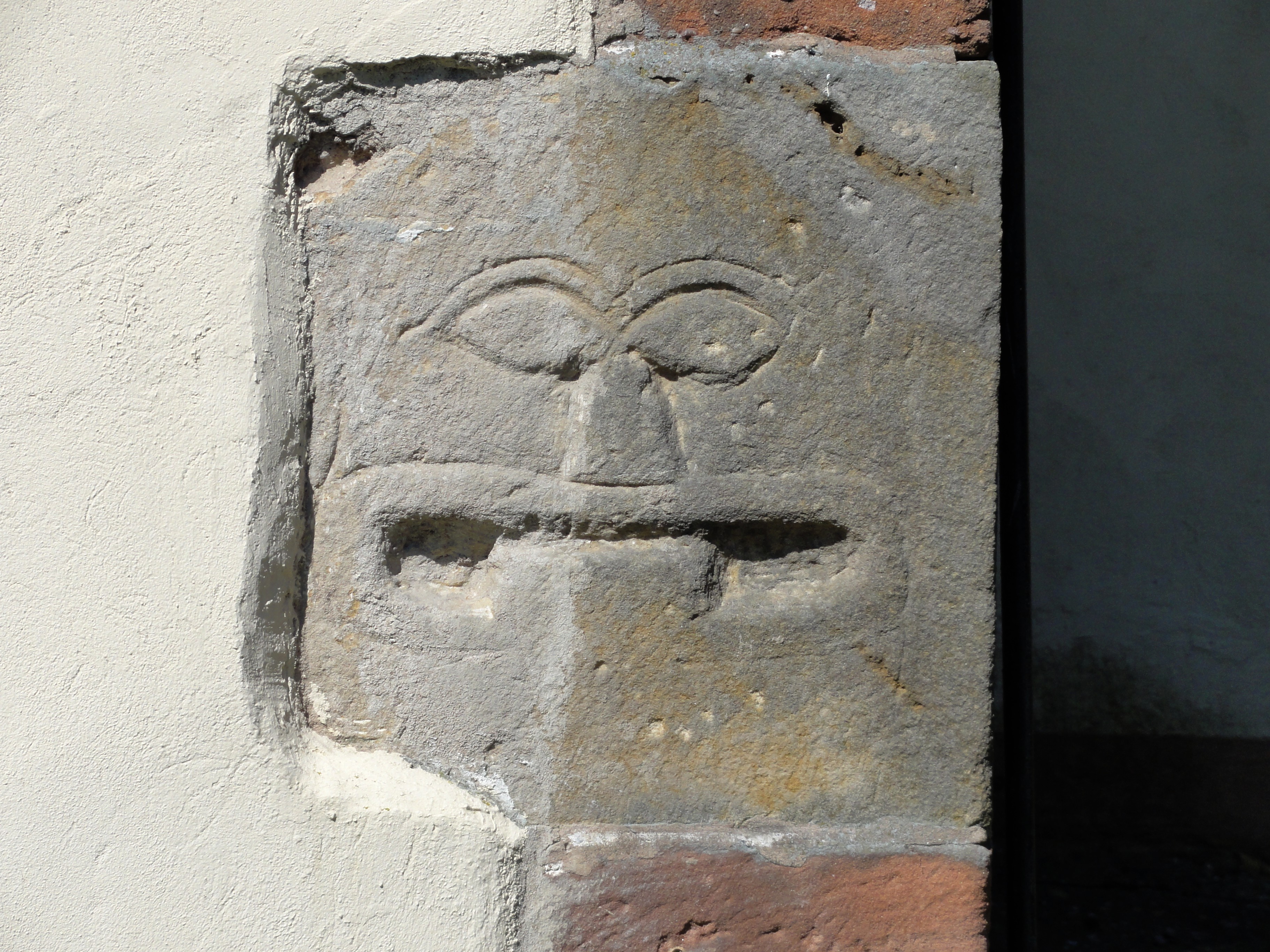
Bas relief sur la tour